# 华乐街道
华乐街道是中国广东省广州市越秀区下辖的一个街道，位于越秀区中部。辖区总面积1.28平方公里，下辖12个社区，常住人口5.38万人。

## 行政区划
华乐街道下辖以下地区：
青菜岗社区、青菜东社区、邮电社区、螺岗社区、黄花新村社区、华侨新村社区、花苑社区、淘金社区、白云社区、天胜社区、麓苑社区和淘苑社区

## 交通

### 地铁
█5号线：淘金站